# Argenteohyla siemersi
Genre
Espèce
Synonymes
- Hyla siemersi Mertens, 1937

Statut de conservation UICN

 EN B2ab(iii) : En danger
Argenteohyla siemersi est une espèce d'amphibiens de la famille des Hylidae, la seule du genre Argenteohyla.

## Répartition
Cette espèce se rencontre :
- en Argentine, dans les provinces de Santa Fe, de Corrientes, d'Entre Ríos et de Buenos Aires ;
- dans le Sud du Paraguay ;
- dans le sud de l'Uruguay.

## Liste des sous-espèces
Selon Williams & Bosso, 1994 deux sous-espèces peuvent être reconnues  :
- Argenteohyla siemersi siemersi (Mertens, 1937)
- Argenteohyla siemersi pederseni Williams & Bosso, 1994

## Étymologie
Cette espèce est nommée en l'honneur de Silverstone Siemers qui a collecté l'holotype. Le nom du genre lui a été donné en référence à sa distribution, l'Argentine.

## Publications originales
- Mertens, 1937 : Ein neuer Laub-frosch aus Argentinien. Senckenbergiana, vol. 19, no 1/2, p. 12-14.
- Trueb, 1970 : The generic status of Hyla siemersi Mertens. Herpetologica, vol. 26, p. 254-267.
- Williams & Bosso, 1994 : Estado sistematico y distribucion geografica de Argenteohyla siemersi (Mertens, 1937) en la República Argentina (Anura: Hylidae). Cuadernos de Herpetología, vol. 8, p. 57-62.